# بوب برينكر
بوب برينكر (بالإنجليزية: Bob Brinker)‏ هو مقدم برامج إذاعية أمريكي، ولد في 1 أكتوبر 1941.

## وصلات خارجية
- الموقع الرسمي
- بوب برينكر على موقع إن إن دي بي (الإنجليزية)